# 色辣芬·費爾南德斯·德·阿勞若
色辣芬·費爾南德斯·德·阿勞若（葡萄牙語：Serafim Fernandes de Araújo；1924年8月13日—2019年10月8日）是巴西籍天主教司鐸級樞機及貝洛奧里藏特總教區總主教。

## 生平
色辣芬於1924年8月13日在巴西米納斯吉拉斯州的市鎮新米納斯出生。他曾就讀於迪亞曼蒂納的神學院並獲神學院頒授哲學碩士學位。他於1949年3月12日在迪亞曼蒂納總教區晉鐸。他於1949年到1951年在羅馬宗座額我略大學就讀並獲大學頒授神學和教會法博士學位。
他於1959年5月7日晉牧，並獲教宗若望二十三世任命為貝洛奧里藏特總教區輔理主教，領維利諾波利斯領銜教區主教銜。他於1960年至1981年期間擔任巴拉那天主教大學校長。他於1962年至1965年期間參加第二次梵蒂岡大公會議。他於1986年2月5日升任貝洛奧里藏特總教區正權總主教。
教宗若望·保祿二世於1998年2月21日將他擢升為司鐸級樞機，領聖路易·蒙福堂區領銜司鐸銜。他於2004年1月28日榮休，瓦爾莫·歐利韋拉-德阿澤維多接任貝洛奧里藏特總教區總主教。

## 牧徽

色辣芬·費爾南德斯·德·阿勞若枢机牧徽